# Федеріко Борромео
Федері́ко Борроме́о (італ. Federico Borromeo,  18 серпня 1564 року —  22 вересня 1631 року) — кардинал (1587), архієпископ Мілана (1595), відомий меценат, засновник Амброзіанської бібліотеки. Двоюрідний брат кардинала Карло Борромео, католицького святого (1610).

## Життєпис
Походить з аристократичної родини Борромео. Опановував юриспруденцію та богословські науки в місті Павія, філологію та мови в Римі. Обрав духовну кар'єру.
Папа римський Сикст V надав йому сан кардинала 18 грудня 1587 року, з 24 квітня 1595 — архієпископ міста Мілан.
Фундатор Амброзіанської бібліотеки в Мілані (1602). З 1603 року почалося будівництво приміщення для бібліотеки, що стала другою публічною бібліотекою в Західній Європі після Бібліотеки Бодлеан в Англії. Благодійницька діяльність кардинала не припинилася й надалі. Федеріко Борромео діяльно допомагав мешканцям міста під час неврожаю і голодомору 1628 року, під час епідемії чуми у 1630 року.
Амброзіанська бібліотека стала культурним осередком міста, куди передали зразки живопису і скульптур, що вважають початком Амброзанської пінакотеки (1618). Амброзіанська бібліотека стала місцем, де кардинал заснував також
Амброзіанську художню академію. Сприяв створенню художнього декору в Міланському соборі, де був і похований по смерті.

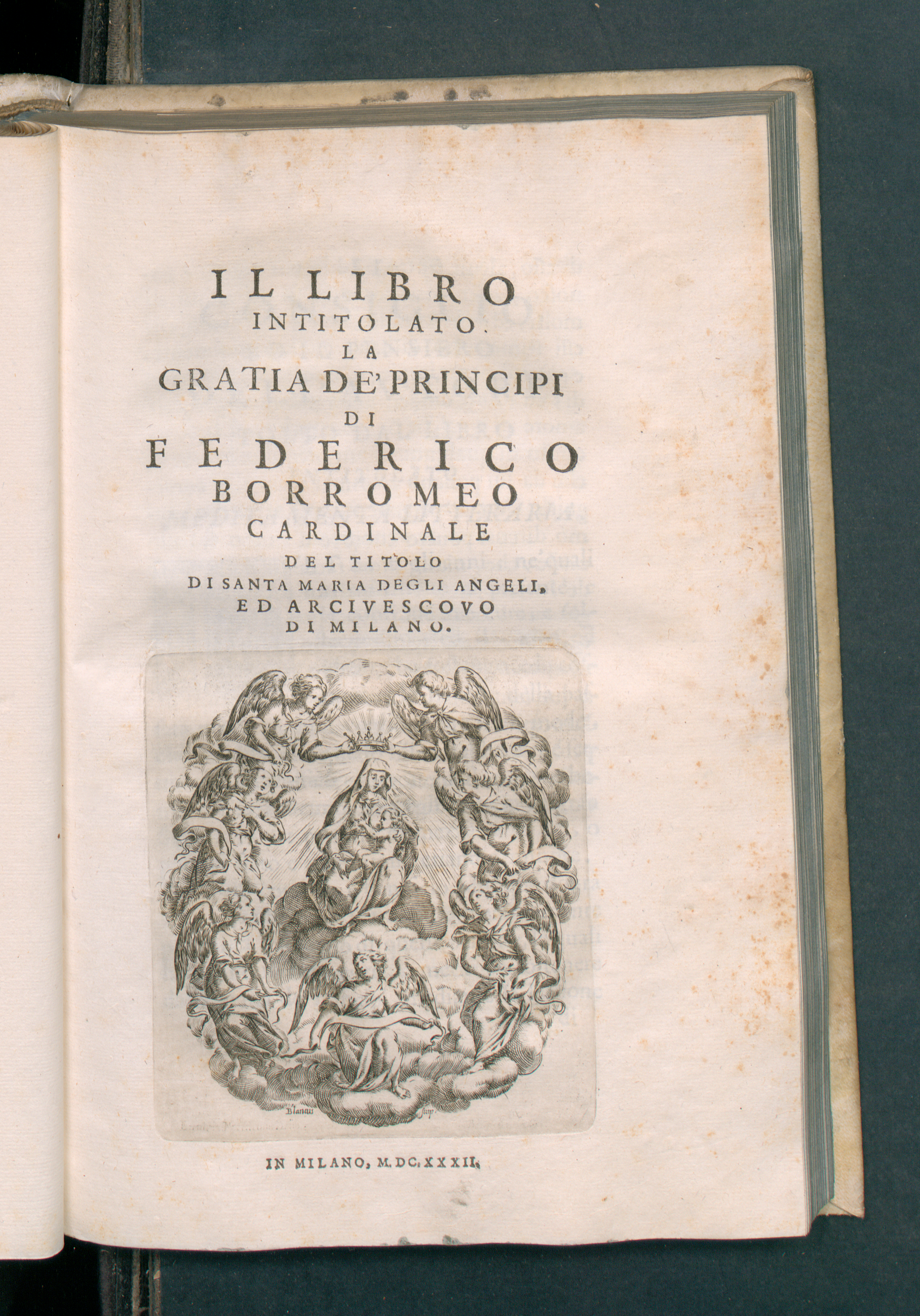
Gratia de' principi, 1632
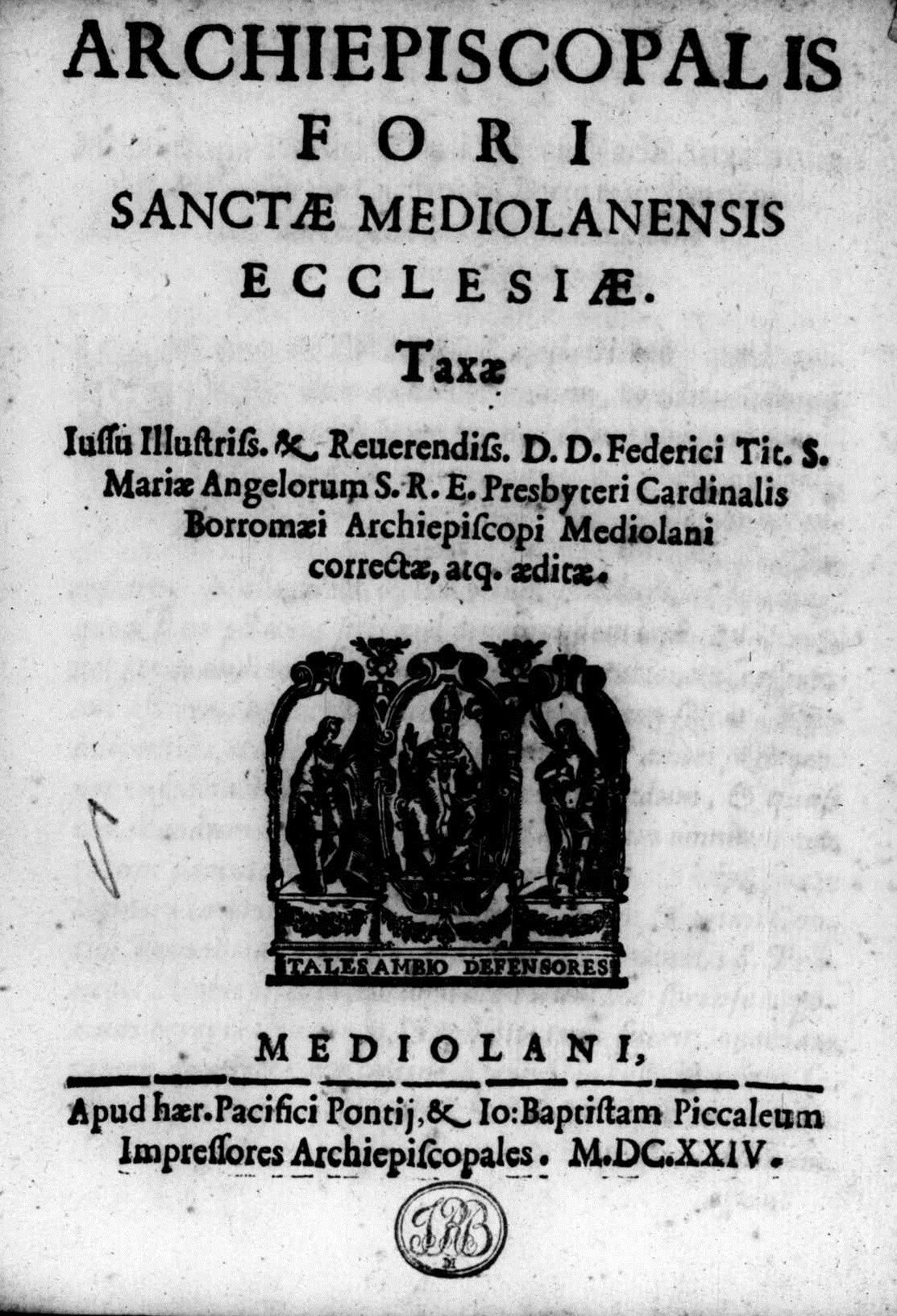
Archiepiscopalis fori Sanctae Mediolanensis Ecclesiae taxae, 1624